# Tommaso Acciaiuoli

Stemma degli Acciaiuoli

Tommaso Acciaiuoli chiamato spesso Mannino (XIII secolo) è stato un politico italiano appartenente alla famiglia fiorentina degli Acciaiuoli, figlio di Guidalotto Acciaiuoli e fratello di Niccolò Acciaiuoli il vecchio.

## Biografia
Tra gli incarichi politici, fu Consigliere del Comune di Firenze nel 1278, deputato alla risoluzione delle controversie nell'ordine degli Umiliati nel 1278, Priore della Libertà nel 1285, 1288 e 1295.
Partecipò alla guerra contro i ghibellini d'Arezzo nel 1290, in seguito fu Camerlengo deputato per il recupero dei diritti del Comune di Firenze nel 1295, gonfaloniere della Repubblica nel 1298 e ufficiale incaricato per il restauro delle vie pubbliche nel 1299.

## Discendenza
Fu padre di:
- Donato il Vecchio;[1]
- Monte;[1]
- Filippo, che fu podestà di Ferrara nel 1365;[1]
- Albizo;[1]
- Alamanno.[1]